# Benthocodon pedunculatus
Benthocodon pedunculatus es una medusa de la clase de los hidrozoos que puede llegar a medir 4 cm de diámetro y vive cerca del fondo marino en lugares como el cañón de Monterrey, en la costa oeste de Estados Unidos. Tiene entre 1.000 y 2.000 pedúnculos y un color rojizo que le sirve para enmascarar a sus presas fluorescentes y así no atraer a sus depredadores mientras se las come.